# Unité réelle de valeur
Pour les articles homonymes, voir URV.
L'unité réelle de valeur (en portugais unidade real de valor), en abrégé URV, est une monnaie de référence non fiduciaire, à la valeur définie quotidiennement, créée en mars 1994 dans le cadre du Plano Real au Brésil. Il s'agit de la pièce la plus sophistiquée théoriquement du Plano Real et est basée sur un travail académique antérieur de Pérsio Arida et André Lara Resende : le « Plan Larida », publié en 1984.

## Création
L'unité de valeur réelle a été créée par la Mesure provisoire no 434 du 27 février 1994 (transformée plus tard en la loi no 8880). Elle fut la deuxième étape du Plano Real et un élément fondamental de ce plan, car elle a contribué positivement au changement de monnaie, à la stabilisation monétaire et économique, sans mesures chocs telles que confiscations et gels,.
Le ministre des Finances chargé de diriger l'équipe d'économistes qui a planifié l'entrée du réal comme monnaie au Brésil était le sociologue Fernando Henrique Cardoso, qui a ensuite été élu président de la République en octobre 1994. Cependant, celui qui était ministre des Finances au moment de la mise en œuvre du plan était Rubens Ricupero, auquel a succédé Ciro Gomes, qui a continué à occuper ce poste jusqu'à la fin du gouvernement d'Itamar Franco.

## Nature
L'unité de valeur réelle était la partie scripturale de la monnaie du Brésil. Son cours obligatoire a commencé le 1er mars 1994,,. Il s'agissait d'un indice qui cherchait à refléter la variation du pouvoir d'achat de la monnaie, servant uniquement d'unité de compte et de référence de valeur. Son objectif principal était d'établir une monnaie parallèle au cruzeiro real, exempte des effets de l'inflation inertielle subie par ce dernier, qui dépassait 1 200 % par an avant la mise en place de la nouvelle monnaie, le réal. Il a fonctionné avec le cruzeiro real jusqu'au 1er juillet 1994, lorsque le real fut lancé.

## Tableau de l'évolution de la valeur
| Valeur quotidienne de l'URV, par semaine (en cruzeiros reais) |                   |                   |                   |                   |                   |             |                   |                   |                   |                   |                    |
| 1re semaine | Lun               | Mar               | Mer               | Jeu               | Ven               | 2e semaine  | Lun               | Mar               | Mer               | Jeu               | Ven                |
| Date Valeur | 28 février –      | 1er mars 647.50   | 2 mars 657.50     | 3 mars 667.65     | 4 mars 677.98     | Date Valeur | 7 mars 688.47     | 8 mars 699.13     | 9 mars 709.96     | 10 mars 720.97    | 11 mars 732.18     |
| 3e semaine | Lun               | Mar               | Mer               | Jeu               | Ven               | 4e semaine  | Lun               | Mar               | Mer               | Jeu               | Ven                |
| Date Valeur | 14 mars 743.76    | 15 mars 755.52    | 16 mars 767.47    | 17 mars 779.61    | 18 mars 792.15    | Date Valeur | 21 mars 805.53    | 22 mars 819.80    | 23 mars 834.32    | 24 mars 849.10    | 25 mars 864.14     |
| 5e semaine | Lun               | Mar               | Mer               | Jeu               | Ven               | 6e semaine  | Lun               | Mar               | Mer               | Jeu               | Ven                |
| Date Valeur | 28 mars 879.45    | 29 mars 895.03    | 30 mars 913.50    | 31 mars 931.05    | 1er avril 931.05  | Date Valeur | 4 avril 931.05    | 5 avril 948.93    | 6 avril 967.16    | 7 avril 985.74    | 8 avril 1,004.68   |
| 7e semaine | Lun               | Mar               | Mer               | Jeu               | Ven               | 8e semaine  | Lun               | Mar               | Mer               | Jeu               | Ven                |
| Date Valeur | 11 avril 1,023.98 | 12 avril 1,043.65 | 13 avril 1,063.70 | 14 avril 1,084.13 | 15 avril 1,104.96 | Date Valeur | 18 avril 1,126.18 | 19 avril 1,147.81 | 20 avril 1,169.80 | 21 avril 1,191.93 | 22 avril 1,191.93  |
| 9e semaine | Lun               | Mar               | Mer               | Jeu               | Ven               | 10e semaine | Lun               | Mar               | Mer               | Jeu               | Ven                |
| Date Valeur | 25 avril 1,313.97 | 26 avril 1,235.99 | 27 avril 1,258.12 | 28 avril 1,280.19 | 29 avril 1,302.65 | Date Valeur | 2 mai 1,323.92    | 3 mai 1,345.54    | 4 mai 1,367.56    | 5 mai 1,389.94    | 6 mai 1,412.74     |
| 11e semaine | Lun               | Mar               | Mer               | Jeu               | Ven               | 12e semaine | Lun               | Mar               | Mer               | Jeu               | Ven                |
| Date Valeur | 9 mai 1,435.92    | 10 mai 1,459.76   | 11 mai 1,484.27   | 12 mai 1,509.20   | 13 mai 1,534.66   | Date Valeur | 16 mai 1,560.55   | 17 mai 1,586.87   | 18 mai 1,613.64   | 19 mai 1,640.86   | 20 mai 1,668.54    |
| 13e semaine | Lun               | Mar               | Mer               | Jeu               | Ven               | 14e semaine | Lun               | Mar               | Mer               | Jeu               | Ven                |
| Date Valeur | 23 mai 1,696.69   | 24 mai 1,725.31   | 25 mai 1,754.41   | 26 mai 1,784.00   | 27 mai 1,814.09   | Date Valeur | 30 mai 1,844.69   | 31 mai 1,875.82   | 1er juin 1,908.68 | 2 juin 1,942.11   | 3 juin 1,942.11    |
| 15e semaine | Lun               | Mar               | Mer               | Jeu               | Ven               | 16e semaine | Lun               | Mar               | Mer               | Jeu               | Ven                |
| Date Valeur | 6 juin 1,976.13   | 7 juin 2,010.74   | 8 juin 2,046.38   | 9 juin 2,082.65   | 10 juin 2,119.80  | Date Valeur | 13 juin 2,157.78  | 14 juin 2,196.55  | 15 juin 2,236.02  | 16 juin 2,276.91  | 17 juin 2,318.55   |
| 17e semaine | Lun               | Mar               | Mer               | Jeu               | Ven               | 18e semaine | Lun               | Mar               | Mer               | Jeu               | Ven                |
| Date Valeur | 20 juin 2,361.49  | 21 juin 2,406.05  | 22 juin 2,452.17  | 23 juin 2,499.18  | 24 juin 2,547.09  | Date Valeur | 27 juin 2,596.58  | 28 juin 2,647.03  | 29 juin 2,698.46  | 30 juin 2,750.00  | 1er juillet R$1.00 |
| La valeur du lundi était rétroactive au samedi et dimanche. Par la suite, une formule fut établie pour la comptabilisation rétroactive des mois et années précédents. Source : Banco Central. |                   |                   |                   |                   |                   |             |                   |                   |                   |                   |                    |